# شارلستون (سانت كيتس ونيفيس)
شارلستون هي عاصمة جزيرة نيفيس، في اتحاد سانت كيتس ونيفيس، وجزر ليوارد، جزر الهند الغربية. شارلستون تقع على الجانب المواجه للريح من جزيرة نيفيس، وبالقرب من الطرف الجنوبي من شاطئ بينيز.

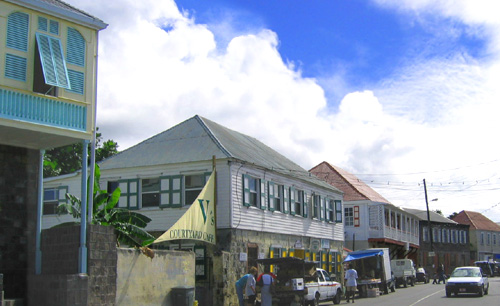
مثال على البيوت ذات طوابق حجرية, ثم خشبية

تاريخياً، وفي عهد الاستعمار، وكانت تحمي المدينة من شارلستون حصن تشارلز إلى الجنوب، وحصن الصخور الأسود إلى الشمال. ولحقت أضرار بالغة.
كثير من المباني القديمة في المدينة الحجرية ومكونة من طابقين هدمت، وتأثرت علي مر الزمن من الزلازل، والتي تميل إلى التسبب في الطابق العلوي للانهيار. هذا العيب التصميمي المؤسف أدى إلى ممارسة شائعة في بناء الطابق العلوي خشبية فوق حجر الطابق الأرضي.

## أعلام
- ألكسندر هاميلتون